# Acacia pedina
Acacia pedina é uma espécie de leguminosa do gênero Acacia, pertencente à família Fabaceae.